# Chrysis nitidula
Chrysis nitidula är en stekelart som beskrevs av Christ 1791. Arten ingår i släktet eldguldsteklar (Chrysis) och familjen guldsteklar (Chrysididae).